# Torneo Nacional de Futsal
El Torneo Nacional de Futsal fue una competición anual que enfrentaba a los mejores equipos de fútbol sala de la Argentina.
Participaban del mismo dos clubes del Campeonato de Futsal AFA y de las Ligas del Interior que previamente disputaban torneos clasificatorios. El torneo fue reemplazado por la Liga Nacional de Futsal Argentina.
El campeón del Torneo Nacional obtenía el derecho a participar en la Copa Libertadores de Futsal.
Todos los campeones fueron representantes de la Primera División de Fútbol Sala de la AFA.

## Forma de disputa
El torneo se realizaba en una sede fija, previamente elegida por la AFA. En la primera fase los equipos eran divididos grupos. En cada grupo se enfrentaban todos entre sí, clasificando el primero y el mejor segundo a las semifinales. Las semifinales y final se disputaban a partido único.

## Historial
| Año  | Lugar                                 | Campeón          | Subcampeón          |
| ---- | ------------------------------------- | ---------------- | ------------------- |
| 2008 | San Luis                              | Pinocho          | River Plate (RG)    |
| 2009 | San Juan                              | Pinocho          | Boca Juniors        |
| 2010 | Santa Fe / Paraná                     | Pinocho          | Boca Juniors        |
| 2012 | Bariloche                             | Boca Juniors     | Pinocho             |
| 2013 | San Juan                              | Boca Juniors     | Pinocho             |
| 2014 | Benavídez / Chascomús / Mar del Plata | Boca Juniors     | Villa La Ñata       |
| 2015 | Santiago del Estero                   | Boca Juniors     | Sportivo Río Grande |
| 2016 | Rosario                               | Barracas Central | Newell's Old Boys   |
| 2017 | Iguazú                                | Boca Juniors     | Barracas Central    |

### Títulos por club
| Equipo              | Títulos | Subtítulos | Años campeón                 | Años subcampeón |
| ------------------- | ------- | ---------- | ---------------------------- | --------------- |
| Boca Juniors        | 5       | 2          | 2012, 2013, 2014, 2015, 2017 | 2009, 2010      |
| Pinocho             | 3       | 2          | 2008, 2009, 2010             | 2012, 2013      |
| Barracas Central    | 1       | 1          | 2016                         | 2017            |
| River Plate (RG)    | 0       | 1          |                              | 2008            |
| Villa La Ñata       | 0       | 1          |                              | 2014            |
| Sportivo Río Grande | 0       | 1          |                              | 2015            |
| Newell's Old Boys   | 0       | 1          |                              | 2016            |